# Peter Lassen (1866-1938)
Detlef Peter Lassen (født 18. februar 1866 i Strukstrup, død 27. maj 1938 i Glücksborg) var en dansksindet landmand, som var formand for Slesvigsk Forening for Gottorp Amt. Han er søn af Henrik Lassen.

## Ikonografi
Et portrætmaleri af Peter Lassen af Harald Slott-Møller er ophængt i Klubværelset på Flensborghus.